# Зигала, Маркус
Маркус Зигала (29.09.1882 г., Греция — 10.03.1950 г., Греция) — католический прелат, афинский архиепископ с 22 февраля 1947 года по 10 марта 1950 год, апостольский администратор епархии Санторини с 1946 года по 1947 год, апостольский администратор апостольского викариата Фессалоник с 1947 года по 1950 год.

## Биография
Маркус Зигала родился 29 сентября 1882 года в Греции. После получения теологического образования был рукоположён 25 мая 1907 года в священника. В 1946 году Маркус Зигала был назначен апостольским администратором епархии Санторини, должность которого исполнял до 1947 года.
22 февраля 1947 года Римский папа Пий XII назначил Маркуса Зигала афинским архиепископом. 24 августа 1947 года состоялось рукоположение Маркуса Зигала в епископа, которое совершил афинский архиепископ Антонио Грегорио Вуччино в сослужении с экзархом Греции Георгием Калавасси и епископом Сироса и Милоса Георгием Ксенопулосом.
10 марта 1950 года Маркус Зигала скончался.